# Вальехо, Альфонсо
Альфонсо Вальехо (исп. Alfonso Vallejo; 19 августа 1943, Сантандер — 3 декабря 2021, Мадрид) — испанский драматург, поэт, художник и невролог. Автор 33 пьес и 20 сборников стихов. Вальехо был удостоен Национальной премии Лопе де Вега в 1976 году за свою пьесу «Ácido Sulfúrico» («Серная кислота»), которая была отмечена второй премией ещё в 1975 году; в 1978 году — международной премии Тирсо де Молины за свою работу «A tumba abierta»; в 1977 году награждён Премией Фастенрат Королевской Академии Испании.
Пьесы Вальехо были поставлены во многих городах Европы, США и Южной Америки. Его работы также были переведены на французский, немецкий, арабский, итальянский, португальский и болгарский языки.

## Биография
Альфонсо Вальехо, профессор медицинской патологии, является практикующим доктором одной из крупнейших больниц Мадрида. В 1966 году в Мадриде он окончил Университет Комплутенсе по специальности доктор медицины, после чего продолжил свою медицинскую практику в Испании, Великобритании, Германии, Франции и Дании.

## Ранние этапы жизни и образования
Альфонсо Вальехо родился в 1943 году в городе Сантандер, Кантабрия, Испания. С 1950 по 1961 год Альфонсо Вальехо учился во Французском лицее в Мадриде, получая образование на испанском и французском языках.
Услышав на одном из уроков «Приглашение к путешествию» Бодлера, цитируемое его учителем Биоро (Bihoreau), Альфонсо понял, что в этом произведении можно найти все, чего не хватает человеку в жизни. С этого момента его собственная жизнь приобрела новый смысл, который стал заключаться в отражении действий и картин посредством слов, а также в попытках понять человеческую сущность.
В 1958 году Альфонсо Вальехо провёл лето в деревушке Ушоу-Мур (Дарем, Великобритания), в 1962 году в Дарлингтоне (Великобритания) и 1963 году в Лондоне. Он также прожил некоторое время во Франции, Германии, Великобритании и Италии и свободно владеет языками этих стран. Кроме того, Альфонсо Вальехо работал в различных больницах во Франции, Великобритании, Германии, Бельгии и Дании.
С 1961 по 1966 год Альфонсо Вальехо учился на медицинском факультете Мадридского университета Комплутенсе, где и получил свой диплом о высшем образовании. В 1968 году он успешно сдал экзамен (Foreign Medical Examination, ECFMG) по медицинской специальности, позволивший ему, как иностранцу, работать в США.
В 1970 году Альфонсо Вальехо закончил специализацию по неврологии и в 1977 году защитил докторскую диссертацию в области медицины в Мадридском автономном университете.

## Медицинская карьера
С 1971 по 1973 год профессор Альфонсо Вальехо вел совместную работу в области неврологии с доктором Портера в Клинической Больнице города Мадрида. В 1973 году он был назначен руководителем отделения клинической неврологии в одной из ведущих больниц Мадрида.
С 1975 по 1985 год Альфонсо Вальехо работал преподавателем неврологии в мадридском университете Комплутенсе (La Universidad Complutense de Madrid). Сдав в 1985 году государственные экзамены, Альфонсо получил титул Профессора медицинской патологии. Вальехо и в настоящее время занимает эти должности в вышеупомянутой больнице.
Во время своего пребывания за границей с 1966 по 1977 год Альфонсо Вальехо сотрудничал с рядом известных специалистов в Гейдельберге, Лондоне, Амбересе, Копенгагене, Берлине и Париже.

## Артистическая карьера
Альфонсо Вальехо начал писать стихи и пьесы в 1957 году. В 1963 году он руководил постановкой своей первой пьесы под названием «Цикл» (Cycle, 1961) во Французском институте (Мадрид) в сотрудничестве с французскими актёрами.
С 1962 по 1964 год Вальехо являлся режиссёром университетского театра на факультете медицины Университета Комплутенсе (La Universidad Complutense de Madrid), Мадрид.
Некоторые пьесы, написанные в период с 1961 по 1973 год:
- «La sal de la tierra» («Соль земли»),
- «El Bernardo»,
- «La Mentala»,
- «El Rodrigüello»,
- «Morituri»,
- «Los toros de Guisando»,
- «El Tiznao»,
- «El desterrado».

Неопубликованные пьесы, написанные после 1973 года:
- «Passion-time» («Время страсти»,1974) на французском языке,
- «Night-Syndrome» (1980),
- «Angustias» («Тревоги»,1981),
- «Mamuts» («Мамонты», 1982).

Автор двух неопубликованных романов и нескольких рассказов.
Альфонсо Вальехо развил свою артистическую карьеру благодаря постоянному совершенствованию навыков написания пьес и стихов, а также создания картин.

## Международное признание
Некоторые из работ Альфонсо Вальехо были переведены и в настоящее время переводятся на английский, французский, немецкий, арабский, итальянский, португальский, польский, болгарский языки.
Он был награждён Второй премией Лопе де Вега в 1975 году за свою пьесу «Acido Sulfúrico» («Серная кислота»), Национальной премией Лопе де Вега в 1976 году за свою пьесу «El Desgüace», Международной премией Тирсо де Молина в 1978 году за произведение «A tumba abierta» и Премией Фастенрат (Fastenrath) Королевской Академии Испании в 1981 году за произведение «El Cero Transparente», которое было использовано в качестве либретто при постановке оперы Луиса де Пабло «Kiu» (1973). Пьесы Альфонсо Вальехо были поставлены в Нью-Йорке, Майами, Мексике и других странах Южной Америки, а также в Португалии, Великобритании, Франции, Германии, Италии, Польше и многих других странах.
Вальехо — автор около пятидесяти пьес, и одними из наиболее примечательных являются:
- «Fly-By» (1973);
- «Passion-time» («Время страсти», 1974), написанная на французском языке;
- «El desguace» (1974);
- «Psss» (1974);
- «Ácido sulfúrico»(«Серная кислота», 1975);
- «Latidos» (1975); «A tumba abierta» (1976);
- «Monólogo para seis voces sin sonido» («Беззвучный монолог на шесть голосов»,1976);
- пьеса «El cero transparente» (1977) (Премия Fastenraht Королевской Академии Испании в 1980;
- либретто к опере Луиса де Пабло «Kiu», 1983);
- «Eclipse»(«Затмение»,1977);
- «Infratonos» («Инфратоны»,1978);
- «La espalda del círculo» (1978);
- «Cangrejos de pared» (1979);
- «Night-Syndrome» (1980);
- «Angustias» («Тревоги», 1981);
- «Hölderlin» (1981);
- «Orquídeas y panteras» («Орхидеи и пантеры», 1982);
- «Mamuts» («Мамонты», 1982);
- «Gaviotas subterráneas» («Подземные чайки», 1983);
- «Sol ulcerado» («Язвенное солнце», 1983);
- «Monkeys» («Обезьяны», 1984);
- «Week-end» («Уик-энд», 1985);
- «Espacio interior» («Внутреннее пространство», 1986);
- «Tuatú» (1989);
- «Tobi-después»(«Тоби — после», 1991);
- «Crujidos» (1995);
- «Kora» (1996);
- «Jindama» (1998);
- «Ébola Nerón» (1999);
- «Panic»(«Паника», 2001);
- «Greta en la confesión» («Грета на исповеди», 2001);
- «La inmolación» («Жертвоприношение», короткий монолог, 2002);
- «Hiroshima-Sevilla»(«Хиросима-Севилья», 2002);
- «Jasmín» («Жасмин», короткий монолог, 2003);
- «Culpable»(«Виноват», 2003);
- «Soraya» («Сорайа», короткий монолог,2004);
- «Katacumbia» (2004);
- «Irstel» («Ирстель», короткий монолог,2005);
- «Una nueva mujer» («Новая женщина», 2006);
- «El escuchador de hielo» («Ледяной слушатель», 2006).

## Опубликованные работы

### Пьесы
- «El cero transparente», «Ácido sulfúrico», «El desguace». Издательство Fundamentos, 1978. Пролог: Хосе Монлеон (José Monleón).
- «Monólogo para seis voces sin sonido» («Беззвучный монолог на шесть голосов»), «Infratonos» («Инфратоны»), «A tumba abierta». Издательство Fundamentos, 1979. Пролог: Мигель Бильбатуа (Miguel Bilbatúa).
- «Cangrejos de pared», «Latidos», «Eclipse» («Затмение»). Издательство De la Torre, 1980. Пролог: Энрике Йовет (Enrique Llovet).
- «Monkeys» («Обезьяны»), «Gaviotas subterráneas» («Подземные чайки»). Издательство Fundamentos, 1985. Пролог: Анхель Фернандес Сантос (Ángel Fernández Santos).
- «Gabbiani sotterranei» («Подземные чайки»). Испанский Современный Театр (Teatro Spagnolo Contemporaneo), второй том. Издательство Edizioni dell’Orso. Эмилио Коко.
- «Orquídeas у panteras» («Орхидеи и пантеры»). — Preyson, 1985.
- «Fly-By», «Sol ulcerado» («Язвенное солнце»), La Avispa, Театральная коллекция, № 21.
- «Slaughter» («Latidos»). The Scene, № 4. — New York, 1977.
- «A tumba abierta». Перевод на болгарский Стефана Танева. Антология современных авторов, София (Болгария).
- «Espacio interior» («Внутреннее пространство»), «Week-end» («Уик-энд»). Издательство Fundamentos, 1987. Пролог: Энрике Йовет (Enrique Llovet).
- «A tumba abierta». Editorial Antonio Machado, 1988.
- «La espalda del círculo». Университет Мурсии (Universidad de Murcia), 1988. Пролог: Альфонсо Вальехо(Alfonso Vallejo).
- «El cero transparente». Перевод на польский Урсулы Ашик (Ursula Aszyk). Dialog,№ 6, 1987.
- «Hölderlin». First Act,№ 205.
- «Tobi-después» («Тоби — после»). Theatrical Art, n.º 3, 1991.
- «Train to Kiu» («Поезд на Киу»), («El cero transparente»). Перевод Рика Хайта (Rick Hite). Foreign, Contemporary Spanish Play, 1995.
- «Crujidos». Издательство Fundamentos, 1996. Пролог: Урсула Ашик (Ursula Aszyk).
- «Túatu». Издательство Fundamentos, 1996. Пролог: Урсула Ашик (Ursula Aszyk).
- «Kora». Editorial Antonio Machado, 1998.
- «Jindama». Издательство Alhulia, 1998. Пролог: Сесар Олива (César Oliva).
- «Ebola Nerón», Издательство ESAD de Murcia, 1999. Пролог: Мария Франсиска Вильчес де Фрутос (María Francisca Vilches de Frutos).
- «Panic» («Паника»). Издательство Avispa, 2001. Пролог: Франсиско Гутьеррес Карбахо (Francisco Gutiérrez Carbajo).
- «Greta en la confesión» («Грета на исповеди»). Ассоциация Театральных Авторов (AAT/Teatro), 2001.
- «La inmolación» («Жертвоприношение»). En Maratón de Monólogos, 2002. AAT/Teatro (Ассоциация Театральных Авторов).
- «Hiroshima-Sevilla» («Хиросима-Севилья»). 6A.AAT/Teatro (Ассоциация Театральных Авторов), 2003. Пролог: Энрике Йовет (Enrique Llovet).
- «Jasmin» («Жасмин»). En Maratón de Monólogos, 2003. AAT/Teatro (Ассоциация Театральных Авторов).
- «Soraya» («Сорайа»). En Maratón de Monólogos, 2004. AAT/Teatro (Ассоциация Театральных Авторов).
- «Irstel» («Ирстель»). En Maratón de Monólogos, 2005. AAT/Teatro (Ассоциация Театральных Авторов).
- «Katacumbia». Университет Алькала-де-Энарес (University of Alcalá de Henares). Пролог: Мар Ребойо Кальсада (Mar Rebollo Calzada).
- «Monólogo para seis voces sin sonido» («Беззвучный монолог на шесть голосов»), «Infratonos» («Инфратоны»), «A tumba abierta». Перевод на арабский Каледа Салема и Рани Раббат(Khaled Salem and Ranya Rabbat). Университет Каира (Cairo University), 2005.
- «¿Culpable?» («Виноват?») Psss. Издательство Ediciones Dauro. Редактор Хосе Риенда (José Rienda). — Гранада, 2005. Пролог: Франсиско Гутьеррес Карбахо (Francisco Gutiérrez Carbajo).
- «Una nueva mujer» («Новая женщина»). Ediciones Dauro,№ 111, Гранада. Выпуск коллекции: Хосе Риенда (José Rienda). Пролог: Франсиско Гутьеррес Карбахо (Francisco Gutiérrez Carbajo).
- «El escuchador de hielo» («Ледяной слушатель»). Издательство AAT, 2007. Пролог: Франсиско Гутьеррес Карбахо (Francisco Gutiérrez Carbajo).

### Поэзия
(Книги написаны на испанском языке, но их оригинальные названия для удобства приведены на английском языке)
Поэзия Альфонсо Вальехо: DESGARRO, ESENCIA Y PASIÓN (англ. Boastfulness, Essence and Passion; рус. Развитие, Сущность и Страсть) Из книги Франсиско Гутьерреса Карбахо: (критическое исследование и антология): Издательство Huerga y Fierro. — Мадрид, 2005.
1. «Первые стихотворения» («The First Poems»), написана в период с 1957 по 1963.
2. «Место холодной земли» («The place of the cold land»): Издательство Ágora. — Мадрид,1969.
3. «Молекулы» («Molecules»): Издательство Castilla. — Мадрид,1976.
4. «Лунный огонь» («Lunar Fire»): Издательство Ayuso. Коллекция Endimión. — Мадрид,1988.
5. «Больше» («More»): Издательство Endymión. — Мадрид, 1990.
6. «Внутренняя плоть» («Interior flesh»): Издательство Libertarias. — Мадрид, 1994.
7. «Свет материки» («Materica light»): Издательство Libertarias / Prodhufi, 1994.
8. «Ясность в действии» («Clarity in action»): Издательство Huerga y Fierro. — Мадрид, 1995. (Пролог Франсиско Ньева)
9. «Синее солнце»: Издательство Huerga у Fierro. — Мадрид,1997. (Пролог Карлоса Боусоньо)
10. «Конец столетия и распространение страха» («End of the century and fear propagation») :Издательство Alhulia (1999). — Salobreña, Granada. (Пролог Оскара Барреро Переса)
11. «Вечность в каждом мгновении» («Eternity at every instant»): Издательство Huerga y Fierro. — Мадрид, 2000. (Редактирование и пролог Франсиско Гутьерреса Карбахо)
12. «Белая тьма» («White darkness») :Издательство Huerga y Fierro. — Мадрид, 2001. (Редактирование и пролог Франсиско Гутьерреса Карбахо)
13. «To be Plutonic»: Издательство Huerga y Fierro. — Мадрид, 2002. (Редактирование и пролог Франсиско Гутьерреса Карбахо)
14. «Астральный компас» («Astral Compass»): Издательство Huerga y Fierro. — Мадрид, 2003. (Редактирование и пролог Франсиско Гутьерреса Карбахо)
15. «Labyrinths-Investigation 40». Orso,Bari, Италия. In «I Quaderni Di Abanico»(2003). Перевод Эмилио Коко. Итальянская антология поэзии, избранное из последних четырнадцати книг: Издательство Levante. — Бари. Пролог Франсиско Гутьерреса Карбахо.
16. «Через сознание и желание» («Trans consciousness and desire»): Издательство Huerga y Fierro. — Мадрид, 2004. (Редактирование и пролог Франсиско Гутьерреса Карбахо)
17. «Сущность и Пререальность» («Essence and Prereality») : Издательство Huerga y Fierro. — Мадрид, 2005. (Редактирование и пролог Франсиско Гутьерреса Карбахо)
18. «Инстинктивная интуиция и Правда» («Instinct intuition and Truth»): Издательство Huerga and Fierro, (Редактирование и пролог Франсиско Гутьерреса Карбахо)
19. «Фантазия и Несправедливость» («Fantasy and Injustice»): Издательство Huerta y Fierro. — Мадрид, 2006. (Редактирование и пролог Франсиско Гутьерреса Карбахо)
20. «Зона сумерек, химия и страсть» («Twilight zone, quimeria and passion»): Издательство Huerga y Fierro. (В печати) Выпуск: январь 2008. (Редактирование и пролог Франсиско Гутьерреса Карбахо)
21. «Después» Alfonso Vallejo (2020) Edición y prólogo Francisco Gutiérrez Carbajo

### Живопись: персональные художественные выставки
- Мадрид (1983, 1988, 1992, 1997)
- Сарагоса (1991)
- Аранхуэс (2004)
- Аранхуэс (2005)
- Алькоркон (2007)
- Мадрид (28.02.2008)
- Куэнка (июль-август 2008)

## Награды
- Вторая премия Лопе де Вега в 1975 году за свою пьесу «Acido Sulfúrico» («Серная кислота»).
- Национальная премия Лопе де Вега в 1976 за пьесу «El desguace»(1974).
- Международная премия Тирсо де Молина в 1978 году за произведение «A tumba abierta» (1976).
- Премия Фастенрат (Fastenrath) Королевской Академии Испании в 1981 году за произведение «El Cero Transparente» (1977).

## Обзоры, комментарии и критика
Франсиско Гутьеррес Карбахо, профессор литературы Национального Университета Дистанционного Образования (UNED, Испания) был продуктивным критиком и рецензентом произведений Альфонсо Вальехо.
Помимо предисловий, написанных ко многим опубликованным работам Альфонсо Вальехо и опубликованных комментариев к его пьесам и поэзии, Гутьеррес также опубликовал критику и антологию поэзии Вальехо: «Поэзия Альфонсо Вальехо: Развитие, Сущность и Страсть». Издательство Huerga y Fierro. — Мадрид, 2005.
В нижеследующий перечень ссылок входят имена различных рецензентов, комментаторов и критиков, имевших возможность писать о работах Альфонсо Вальехо.

### Испанские рецензии, комментарии и критика
- ALVARO, Francisco, «El cero transparente de Alfonso Vallejo». El espectador y la crítica. El teatro en España en 1980, prólogo de Fernando Lázaro Carreter, año XXIII, Valladolid, 1981, pp. 35-42.
- AMESTOY, Ignacio, «Sol ulcerado. Gaviotas Subterráneas: burladores y burlados en el teatro de Alfonso Vallejo», Primer Acto, 251 (1993), pp. 16-17.
- ASZYK, Ursula. (1997) «Alfonso Vallejo, un autor de nuestro tiempo». Introducción a «Crujidos, Tuatú» de Alfonso Vallejo. Madrid. Espiral /Fundamentos.
- BARRERO PÉREZ, Oscar, (1992). «Notas sobre la poesía de Alfonso Vallejo» En Alfonso Vallejo, «Fin de siglo y cunde el miedo» Salobreña. Alhulia, pp. 7-13.
- BAYÓN, Miguel, «Alfonso Vallejo: el único arte que suda es el teatro», Pipirijaina, 13 (198º), pp. 12-15.
- BAYÓN, Miguel, «TEC. El calvario hacia el local que no existe» Pipirijaina, 13 (1980), pp. 17-18.
- BERENGUER, Angel y PÉREZ, Manuel, Historia del Teatro Español del Siglo XX, vol IV: Tendencias del Teatro Español durante la Transición Política (1975. 1982) Madrid, Biblioteca Nueva, 1998, págs, 138—139.
- BILBATÚA; Miguel, «Alfonso Vallejo, un teatro de la desintegración», en Alfonso Vallejo, «Monólogo para seis voces sin sonido. Infratonos. A tumba abierta», Madrid, Fundamentos (Colección Espiral, 49), 1979, pp. 7-13.
- BOUSOÑO, Carlos. Prólogo a «Sol azul». Edit. Huerga y Fierro. (1997). Madrid.
- CENTENO, Enrique (1996) (Ed.). La escena española actual (Crónica de una década. 1984—1994). Madrid: SGAE.
- DIAZ SANDE, José Ramón, William Layton y el TEC levantan el telón para un autor español: Alfonso Vallejo, Reseña, 124 (January&endash;February 1980), pp. 16-19.
- FERNÁNDEZ SANTOS, Angel, «Las huellas de la tragedia romántica», en Alfonso Vallejo, «Monkeys. Gaviotas Subterráneas», Madrid, Fundamentos (Colección Espiral, 93), 1985, pp. 7-13.
- FERNÁNDEZ TORRES, Alberto, «El cero transparente, Alfonso Vallejo/TEC. Sí pero no» Pipirijaina, 14 (1980), pp. 46-47.
- Fundamentos. (2003) pp 220—221.
- GABRIELE, John P. «Alfonso Vallejo: reflexiones de un dramaturgo solitario» Estreno. Vol. XXXI, NO. 2 . pp. 39-42.
- GABRIELE, John P. "Memory, Trauma and the Postmodern Self in Alfonso´s Vallejo «Panic». (En prensa)
- GABRIELE, John P. «Panic». Estreno. Vol XXX, NO 1. Primavera 2004. pp 43-44.
- GARCIA OSUNA, Alfonso J. «El otro lado de la palabra: Alfonso Vallejo y El cero transparente». Letras Hispanas.
- GOMEZ GARCIA, Manolo (1996). El teatro de autor en España (1991—2000). Valencia. Asociación de autores de teatro.
- GÓMEZ ORTIZ, Manuel, «Un grito de rabia y esperanza: El cero transparente de Alfonso Vallejo en el Círculo de Bellas Artes» Ya (14 March 1980), p. 49.
- GUTIÉRREZ CARBAJO, FRANCISCO Razón esencial y totalidad en la poesía de Alfonso Vallejo, in A. Vallejo, Esencia y prerrealidad, Madrid, Huerga & Fierro, 2005, pp. 5-21.
- GUTIÉRREZ CARBAJO, FRANCISCO, "El mundo clásico en Ébola-Nerón de Alfonso Vallejo y en El Romano de José Luis Alonso de Santos, en Costas Rodríguez, Jenaro, ed. Al amicam amicissime scripta: homenaje a la profesora María José López de Ayala y Genovés, Madrid, Universidad Nacional de Educación a Distancia, 2005.
  1. Prólogo de «Blanca oscuridad». Edit. Huerga y Fierro. (2001). Madrid.
  2. Prólogo de «Brujulario Astral». Edit. Huerga y Fierro. (2003). Madrid.
  3. Prólogo de «Esencia y Prerrealidad». Edit. Huerga y Fierro(2005). Madrid.
  4. Prólogo de «Eternamente a cada instante». Edit. Huerga y Fierro. (2000). Madrid.
  5. Prólogo de «Instuinstinto y verdad». Edit. Huerga y Fierro. (2006). Madrid.
  6. Prólogo de «Laberinto-Indagine 40». Edit. Levante Editori. Bari.
  7. Prólogo de «Panic». Editorial la Avispa (2001)
  8. Prólogo de «Plutónico ser». Edit. Huerga y Fierro. (2002). Madrid.
  9. Prólogo de «Transconciencia y deseo» Edit. Huerga y Fierro. (2004). Madrid.
  10. Prólogo de «Fantasía y sinrazón». Edit. Huerga y Fierro. (En prensa)
- GUTIÉRREZ CARBAJO, FRANCISCO, «Elementos autobiográficos en el teatro de Alfonso Vallejo». En J. Romera (Ed.) y F. Gutiérrez Carbajo (Colaborador (2003). Teatro y memoria en la segunda mitad del siglo XX. Madrid: Visor-Libros, 2003.
- GUTIÉRREZ CARBAJO, Francisco :Introduzione a «Labirinto-Indagine 40 (Laberinto-Indagación 40).» de Alfonso Vallejo. Bari: Levante Editori, 2003, pp. 7-81.
- GUTIÉRREZ CARBAJO, FRANCISCO, «La Poesía de Alfonso Vallejo: desgarro, esencia y pasión». Estudio crítico y antología. Huerga y Fierro (2005). Madrid.
- GUTIÉRREZ CARBAJO, FRANCISCO, «Miedo y globalización. Panic e Hiroshima- Sevilla.6 A, de Alfonso Vallejo», en Actas del Congreso Internacional «Insularidad, Globalización y Medios de Comunicación», dela Asociación Internacional de Semiótica, Tenerife, Unviversidad de la Laguna, 2006.
- GUTIÉRREZ CARBAJO, FRANCISCO, «Mundo y transrealidad en la poesía de Alfonso Vallejo». Introducción a Transconciencia y deseo, de Alfonso Vallejo, Madrid, Huerga & Fierro, 2004, pp. 5-20.
- GUTIÉRREZ CARBAJO, FRANCISCO, «Pragmática Teatral. Alfonso Vallejo», en Anales de Literatura Española, 17 (2004), Alicante, Departamento de Filología Española, Lingüística General y Teoría de la Literatura, PP. 73-88.
- GUTIÉRREZ CARBAJO, Francisco. (1999), «Contrautopía y situaciones-límite: el teatro de Alfons Vallejo». Actas del Congreso Internacional de la Sociedad Latinoamericana de Semiótica. La Coruña. Universidad de la Coruña.
- GUTIÉRREZ CARBAJO, Francisco. «La escritura teatral de Alfonso Vallejo». TEATRO. Revista de estudios teatrales. Junio 1998-Junio 2001. Universidad de Alcalá. pp. 29-69.
- GUTIÉRREZ CARBAJO, Francisco. Teatro Contemporáneo: Alfonso Vallejo. Madrid UNED, 2001.
- HARO TECGLEN, Eduardo, «El cero transparente. En el mundo del símbolo eterno.» El País (13 de marzo de 1980), pp. 16-17.
- LAYTON, William, «A propósito de El cero transparente» Pipirijaina, 13 (1980), pp. 16-17.
- LOPEZ SANCHO, Lorenzo, El cero transparente, obra de un vigoroso autor nuevo: Alfonso Vallejo, ABC, 13 March 1980, pp. 29-30.
- LLOVET, Enrique, «Prólogo» a Alfonso Vallejo, «Cangrejos de pared. Latidos. Eclipse», Madrid, Ediciones de la Torre, 1980, pp. 7-13.
- LLOVET, Enrique, Prólogo a «Espacio interior. Week-End.» Madrid. Colección Espiral, 122. Edit. Fundamentos (1988)pp. 7-8.
- LLOVET, Enrique-Prólogo a «Hiroshima-Sevilla. 6A». Ediciones A.A.T (2003)
- MARTÍN SABAS, «Tres manifestaciones teatrales: Delibes, Cervantes-Nieva y Alfonso Vallejo», Cuadernos Hispanoamericanos, 363 (Septiembre 1980), pp. 604—614.
- MARTÍN, Sabas, «El teatro de Alfonso Vallejo» Cuadernos Hispanoamericanos, 416 (1985), pp. 7-8.
- MEDINA VICARIO, Miguel, «Con Alfonso Vallejo: el drama poliédrico», Primer Acto, Madrid, 205 (septiembre-octubre de 1984) pp. 75-79.
- MEDINA VICARIO, Miguel. "Veinticinco años de Teatro Español (1973—2000).
- MONLEÓN, José, «Alfonso Vallejo, todo menos haber estrenado en España», en Alfonso Vallejo, «El cero transparente. Acido Sulfúrico. El desgüace», Madrid, Fundamentos (Colección Espiral, 439, 1978, PP. 7-15.
- MONLEÓN, José, «El cero transparente» Triunfo, 895 (22 de marzo de 19809 PP. 40-41.
- NIEVA, Francisco. Prólogo a «Claridad en acción». Edit. Huerga y Fierro. (1995). Madrid.
- OLIVA, César (1989) "El teatro desde 1936. Historia de la literaturaespañola actual, 3. Madrid: Alhambra.
- OLIVA, César. Introducción a «Jindama» de Alfonso Vallejo. Edit. Alhulia. Salobreña. Granada. (1998).
- OLIVA,César. «El teatro». En Francisco Rico. Historia y crítica de la Literatura Española. Vol 9.Darío Villanueva y otros. Los nuevos nombres. Barcelona. Crítica. pp. 432—458.
- POBLACIÓN, Félix, "Alfonso Vallejo: «Me apoyo en las palabras pero escribo sobre la vida» "m El Público, 43 (abril 1987), pp. 43-44.
- PREGO, Adolfo, Confirmación de dos autores nuevos, Blanco y Negro, 3.542 (19 al 25 de Marzo de 19809, pp. 50.51.
- RAGUÉ-ARIAS, María José, "El teatro de fin de milenio en España (de 1975 hasta hoy) Barcelona, Ariel, 1996, págs, 193—194.
- REBOLLO CALZADA, Mar. Introducción a «Katacumbia» de Alfonso Vallejo. Revista de Teatro. Colección Textos/Teatro. Universidad de Alcalá. (2004) pp. 7-26.
- RUGGERI MARCHETTI, MAGDA: La psicología del hombre. Vallejo Alfonso. Culpable y Psss. (Edición y prólogo de Francisco Gutiérrez Carbajo.
- En : De Assaig Teatre. Núm. 56. p 289—291
- SÁNCHEZ AGULAR, Agustín, "El cero transparente de Alfonso Vallejo"En Aznar Soler, Manuel (ed) "Veinte años de teatro y democracia en España (1975—1995), Sant Cugat del Vallés, Cop d´’idees-CITEC, 1996, págs, 89-94.
- SANTA-CRUZ, Lola, «Alfonso Vallejo: teatro para hambrientos», El Público, 9 (junio de 1984), pp. 26-27.
- VALLEJO, Alfonso, «La grandeza del actor» Revista de la Unión de Actores, n. 58, pp. 27-29. (2000)
- VILCHES DE FRUTOS, María Francisca. Introducción a «Ebola- Nerón» de Alfonso Vallejo. Edit: ESAD de Murcia. (1999)

### Международные рецензии, комментарии и критика
- ASZYK,Ursula, «Between the Crisis and the Vanguard». Studies on Spanish Theatre in the twentieth Century, Warsaw, Professor of Iberian Studies. University of Warsaw. 1995, pp. 200—203.
- COCO, Emilio (2000) Contemporary Spanish Theatre. Volume 2. Edizioni dell´Orso.
- DE TORO, A, FLOECK W. (1995) Contemporary Spanish Theatre. Authors and Tendencies. Kassel: Reichenberger.
- EGGER, Carole. "Le théâtre contemporain espagnol. Approche méthodologique et analyses de textes. "Presses Universitaires de Rennes. Université de Aix en Provence pp. 139—146.